# الجامعة البريطانية في البحرين
الجامعة البريطانية في البحرين (بالإنجليزية: British University of Bahrain، وتختصر BUB) هي جامعة خاصة تقع في سار في البحرين. تأسست في 2018 بالشراكة مع جامعة سالفورد في مانشستر، وهي تمنح شهادات البكالوريوس البريطانية في البلاد.

## البرامج الأكاديمية
البرامج المقدمة في الجامعة البريطانية في البحرين مطابقة تمامًا لتلك التي تُقَدَّم في جامعة سالفورد. هناك كلية إدارة الأعمال، وكلية الهندسة والبيئة المبنية، وكلية تكنولوجيا المعلومات والاتصالات. تقدم كل منها عدة درجات البكالوريوس.

## حرم الجامعة
تقع الجامعة في مبنى مكون من عشرة طوابق شيد لهذا الغرض في منطقة سار في البحرين. يشتمل الحرم الجامعي على قاعة تتسع لـ424 مقعدًا ومركزًا لموارد التعلم عالي التقنية ومساحات ترفيهية وعمل معاصرة بالإضافة إلى أكثر من خمسين فصلاً دراسيًا وورشة عمل ومختبرًا. يقع الحرم الجامعي بالقرب من مركز تسوق ، والذي يوفر للطلاب مجموعة واسعة من المرافق الإضافية، بما في ذلك هايبر ماركت ومجمع سينمائي يضم 13 شاشة ومجموعة واسعة من منافذ البيع بالتجزئة والمقاهي والمطاعم والمرافق الترفيهية. تعمل الجامعة أيضًا كمركز اختبار لامتحان أيلتس.

## وصلات خارجية
- (بالإنجليزية)